# Velence (město)

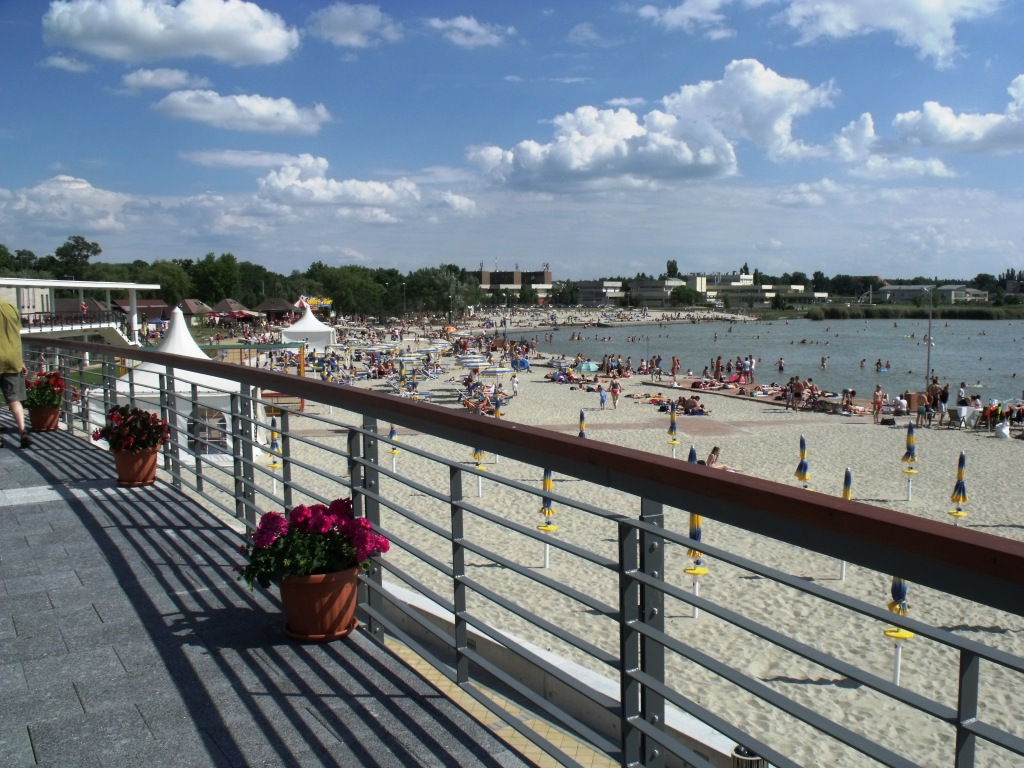
Pláž ve Velenci

Velence je město a letovisko v Maďarsku v župě Fejér, spadající pod okres Gárdony. Město leží u stejnojmenného jezera. Tvoří aglomeraci s městem Gárdony a obcemi Kápolnásnyék, Nadap a Sukoró. Nachází se asi 14 km východně od Székesfehérváru. V roce 2015 zde žilo 5 552 obyvatel. Dle údajů z roku 2011 je tvoří s 83 % Maďaři, 1,5 % Němci, 0,3 % Rumuni a s 0,2 % Bulhaři.
Spolu s bezprostředně sousedícím městem Gárdony je jednou z velmi navštěvovaných turistických lokalit, především díky své poloze u jezera Velence, několika plážím, hradu Beck-kastély a lázním Csúszda.
Územím Velence prochází dálnice M7. Na Velence je zde výjezd 45 a stejnojmenná odpočívka.
Nejbližšími městy jsou Gárdony, Martonvásár a Pusztaszabolcs. Blízko jsou též obce Kápolnásnyék, Nadap, Pázmánd a Sukoró.